# Zoot Suit Riots
Pour les articles homonymes, voir Zoot Suit (homonymie), Zoot, Suit (homonymie) et Zazou (homonymie).

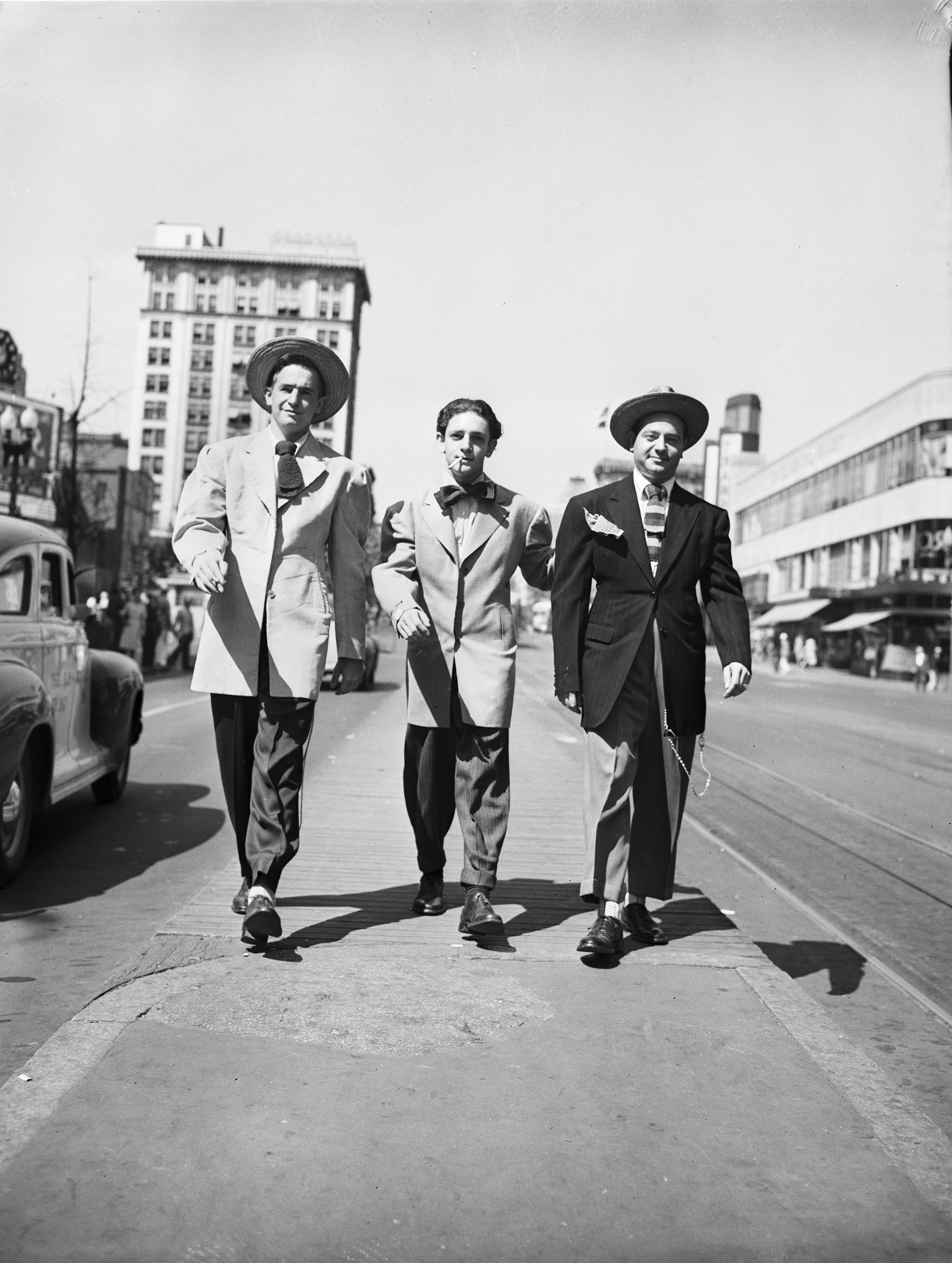
Trois hommes arborant différentes variations du « zoot suit » en parade.

Les Zoot Suit Riots sont une série d'émeutes raciales ayant eu lieu à Los Angeles en juin 1943, généralement traduites en français en émeutes zazous. « Zoot suit » fait référence aux vêtements portés par une partie de la jeunesse mexicano-américaine et comparables à ceux des zazous à la même époque en France. Il y avait une volonté à travers ces costumes de clamer le mépris pour les rationnements sur les textiles et un attachement à la vie nocturne et à la culture jazz qui favorisait l'amusement au détriment du devoir patriotique.
En 1943, à Los Angeles, les tensions raciales étaient vives, notamment à cause du verdict, en janvier, du procès du meurtre du Sleepy Lagoon, qui se conclut par la condamnation de douze jeunes chicanos, malgré l'absence de preuves.
Ces émeutes ont opposé des militaires américains blancs de retour de la guerre et des pachucos, gangs de jeunes Mexicains et jeunes Noirs américains qui constituaient le mouvement rebelle de la sous-culture zoot. Elles furent déclenchées par l'agression d'un groupe de marins. 
Cette même année, plusieurs émeutes raciales ébranlèrent aussi Détroit et New York, moteurs du secteur militaro-industriel, ainsi que de nombreuses autres villes où la perspective d’une meilleure rémunération avait attiré des centaines de milliers de migrants afro-américains venus des milieux ruraux du Sud des États-Unis. 

## Origines
Le mouvement est originaire de New York, dans le célèbre quartier de Harlem. Alors que les Années folles ont laissé place à la Grande Dépression, une émeute a opposé en 1935 des commerçants Blancs à une foule de Noirs qui protestait contre les violences infligées par un épicier à un enfant. Cet événement a provoqué le départ de Harlem des populations aisées, majoritairement des Blancs. 
Peu après apparaissent les premiers « drapers », mot désignant la dégaine des amateurs de jazz qui seront plus tard appelés « zoot suiters ».

## Représailles
Les jours qui suivirent cet incident, des centaines de militaires, policiers, mais aussi de civils se livrèrent à des agressions, lynchages et passages à tabac, ciblant des jeunes hommes mexicains ou parfois noirs arborant les « zoot suits ». Les agressions eurent lieu en plein jour et dans des lieux le plus souvent publics : rues, bars, cinémas, etc.
Bientôt les émeutes prennent plus d'ampleur, les agressions se multiplient. Les soldats, policiers, ainsi que les civils qui les accompagnent sont armés de tuyaux de plomb, battes de base-ball, tessons de bouteille ; quant à leur victimes, elles sont le plus souvent désarmées et appartiennent systématiquement aux communautés mexicaines ou noires.
La police arrêta également des Mexicains, dont plusieurs centaines furent emprisonnés.

## Conséquences
Les autorités militaires réagirent en interdisant Los Angeles à tout personnel militaire.